# Dysbindine
La dysbindine, terme abrégé pour « dystrobrevin-binding protein 1 » est une protéine constituante du complexe dystrophin-associated protein (DPC) des cellules des muscles squelettiques. Son gène est le DTNBP1 situé sur le chromosome 6 humain.
C'est aussi une partie de BLOC-1, ou « biogenesis of lysosome related organelles complex 1 ». La dysbindine a été découverte lors de recherches sur des molécules se fixant sur la alpha-dystrobrevine de la levure. Par ailleurs, la dysbindine est trouvée dans les tissus neuronaux du cerveau, particulièrement dans les faisceaux d'axones et notamment dans certaines terminaisons axonales, notamment dans les terminaisons synpatiques des fibres moussues dans le cervelet et l'hippocampe. 

## Signification clinique
Beaucoup d'intérêt sur la dysbindine provient d'études d'associations génétiques chez des familles de patients atteint de schizophrénie chez lesquelles une forte association a été trouvée entre l'expression d'un allèle particulier de la dysbindine et l'expression clinique de la schizophrénie. Cependant, le lien génétique entre la dysbindine et la schizophrénie n'a pas été établie dans tous les cas, suggérant que cette anomalie peut être caractéristique que dans certaines formes.
Les mécanismes impliqués dans cette relation ne sont pas bien connus. Dans une étude, les patients atteints de schizophrénie et qui portaient l'haplotype à haut risque ont montré des déficits dans le traitement visuel. Dans un autre travail, la diminution de l'expression de DTNBP1 entraina une augmentation des niveaux de récepteurs D2 à la surface des cellules.
La mutation du gène DTNBP1 entraîne aussi le syndrome de Hermansky-Pudlak de type 7.
Chez la drosophile, la dysbindine a aussi montré son rôle essentiel dans la plasticité neuronale.
1. 1 2 3  GRCh38: Ensembl release 89: ENSG00000047579 - Ensembl, May 2017
2. 1 2 3  GRCm38: Ensembl release 89: ENSMUSG00000057531 - Ensembl, May 2017
3. ↑  « Publications PubMed pour l'Homme », sur National Center for Biotechnology Information, U.S. National Library of Medicine
4. ↑  « Publications PubMed pour la Souris », sur National Center for Biotechnology Information, U.S. National Library of Medicine